# Municipio de Antelope (condado de Spink)
El municipio de Antelope (en inglés: Antelope Township) es un municipio ubicado en el condado de Spink en el estado estadounidense de Dakota del Sur. En el año 2010 tenía una población de 58 habitantes y una densidad poblacional de 0,62 personas por km².

## Geografía
El municipio de Antelope se encuentra ubicado en las coordenadas 44°40′33″N 98°9′36″O / 44.67583, -98.16000. Según la Oficina del Censo de los Estados Unidos, el municipio tiene una superficie total de 93.05 km², de la cual 93,05 km² corresponden a tierra firme y (0 %) 0 km² es agua.

## Demografía
Según el censo de 2010 había 58 personas residiendo en el municipio de Antelope. La densidad de población era de 0,62 hab./km². De los 58 habitantes, el municipio de Antelope estaba compuesto por el 87,93 % blancos y el 12,07 % eran de una mezcla de razas. Del total de la población el 0 % eran hispanos o latinos de cualquier raza.